# 塞纳河畔弗兰
塞纳河畔弗兰（法語：Flins-sur-Seine，法語發音：[flɛ̃ syʁ sɛn]）是法國法蘭西島大區伊夫林省的一个市鎮，位於巴黎東部，屬芒特拉若利区。該市为法国雷諾汽車的汽車工廠中心之一，也是伊夫林省的購物重鎮和法国国家利益项目塞纳河下游的51個参与市鎮之一。

## 地理
塞纳河畔弗兰（48°57'52"N, 1°52'22"E）面积8.61 平方千米，位于法国法蘭西島大區伊夫林省，塞納河左岸，凡爾賽西北30公里。
与塞纳河畔弗兰接壤的市镇（或旧市镇、城区）包括：欧贝让维尔、巴兹蒙、布阿夫勒、瑞济耶、塞纳河畔梅济、萊米羅。
塞纳河畔弗兰的时区为UTC+01:00、UTC+02:00（夏令时）。

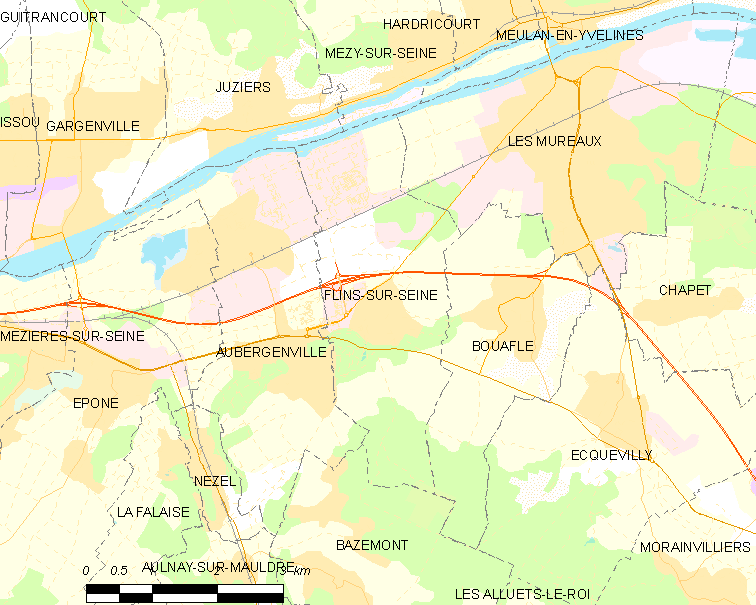
塞纳河畔弗兰的OSM定位图

## 行政
塞纳河畔弗兰的邮政编码为78410，INSEE市镇编码为78238。

## 政治
塞纳河畔弗兰所属的省级选区为欧贝让维尔县。

## 交通
A13高速公路為唯一連接該市的高速公路，東部可直達巴黎，西部可直達卡昂。

## 人口
塞纳河畔弗兰人口與其他毗鄰市鎮相比較為穩定，由革命到20世紀50年代後期，人口由750人增加到1000名居民，在1831年的人口普查中有約1002名居民，1911年約增加了747名居民。自20世紀50年代以來，該市的人口亦比19世紀時增加了一倍以上，並且人口數量仍不斷增加中。

1962-2008年间塞纳河畔弗兰人口变化图示

塞纳河畔弗兰于2022年1月1日时的人口数量为2436人。